# Paco Fernández Gómez
Francisco Fernández Gómez (Oviedo, Asturias, España, 28 de septiembre de 1967), conocido como Paco Fernández o simplemente Paco, es un exfutbolista y entrenador de fútbol español. Jugaba de centrocampista y su primer equipo fue el Real Oviedo. Actualmente entrena al División de Honor Juvenil del Real Oviedo.

## Trayectoria

### Como jugador
Como jugador se formó en el Real Oviedo, club con el que jugó dos temporadas en Segunda División y cinco en Primera, incluyendo una participación en la Copa de la UEFA. En la campaña 1993/94 fichó por el C.D. Logroñés y en la siguiente por el C.D. Badajoz, donde jugó dos años en Segunda División. Luego llegaron varias temporadas en Segunda División B, jugando en diferentes equipos. La temporada 1996/97 la disputó con el Pontevedra C.F., donde inició la siguiente campaña hasta el mercado invernal, cuando fichó por la R.S. Gimnástica de Torrelavega, de la misma categoría. A continuación, vistió la camiseta del Caudal Deportivo durante las temporadas 1998/99 y 1999/2000. Puso punto final a su carrera deportiva en el C.D. Lealtad, de Tercera División, en la temporada 2000/01.

### Como entrenador
Como entrenador comenzó en el colegio San Ignacio de la Segunda regional al mismo tiempo que se sacaba el título de entrenador cogiendo al equipo con la temporada empezada (2000/2001-2001/2002). De ahí se fue al Real Oviedo donde entrenó en categorías inferiores. Su siguiente equipo fue el Berrón C.F. de la Regional preferente del que se hizo cargo a partir de la jornada 10 y al que ascendió a Tercera División por primera vez en su historia y mantenerlo la temporada siguiente. Posteriormente, pasó por el C.D. Lealtad, el U.P. Langreo con los que jugó fase de ascenso a 2ªB. Su siguiente equipo fue el Real Avilés C.F. al que entrenó durante la segunda vuelta. Consiguiendo sus mayores éxitos en Asturias con el Caudal Deportivo, con quien consiguió dos ascensos a Segunda División B. En la temporada de segunda división B de España 2012/13 logró uno de los mejores resultados de la historia del club mierense tras clasificarse para la promoción de ascenso a segunda división y caer en la segunda eliminatoria. En 2013, comenzó a dirigir al Racing de Santander, con el que consiguió el ascenso a segunda división después de ganar al Unió Esportiva Llagostera en la fase de campeones de la promoción de ascenso. Fue destituido el 3 de marzo de 2015, tras 27 jornadas de Liga, con el conjunto cántabro en puestos de descenso, siendo sustituido por Pedro Munitis. Pese a su destitución, el equipo no salvó la categoría y acabó descendiendo a segunda división B. En 2016 ficha por el Burgos Club de Fútbol, sustituyendo en el cargo a Ángel Viadero. El martes 27 de septiembre del mismo año fue destituido por el Burgos CF.

## Clubes

### Como jugador
| Club                           | País   | Año       |
| ------------------------------ | ------ | --------- |
| Real Oviedo                    | España | 1985-1993 |
| C.D. Logroñés                  | España | 1993-1994 |
| C.D. Badajoz                   | España | 1994-1996 |
| Pontevedra C.F.                | España | 1996-1997 |
| R.S. Gimnástica de Torrelavega | España | 1997-1998 |
| Caudal Deportivo               | España | 1998-2000 |
| C.D. Lealtad                   | España | 2000-2001 |

### Como entrenador
| Club                  | País   | Año       |
| --------------------- | ------ | --------- |
| Berrón C.F.           | España | 2000-2006 |
| C.D. Lealtad          | España | 2006-2007 |
| U.P. Langreo          | España | 2007-2008 |
| Real Avilés C.F.      | España | 2008-2009 |
| Caudal Deportivo      | España | 2009-2013 |
| Racing de Santander   | España | 2013-2015 |
| Burgos Club de Fútbol | España | 2016      |
| Caudal Deportivo      | España | 2017      |